# Économie de la Hongrie
 (février 2017).
Si vous disposez d'ouvrages ou d'articles de référence ou si vous connaissez des sites web de qualité traitant du thème abordé ici, merci de compléter l'article en donnant les références utiles à sa vérifiabilité et en les liant à la section « Notes et références ».
L'économie de la Hongrie se caractérise, depuis la chute du Bloc de l'Est en 1989, par un mode de fonctionnement libéral et tourné vers l'extérieur. Cette tendance se modifie avec l'arrivée de Viktor Orbán au pouvoir, qui marque un tournant vers un certain conservatisme. Celui-ci qualifiera d'ailleurs en 2014, la société qu'il veut construire comme "un état illibéral". Il déclare aussi qu'il souhaite voir son pays fonctionner à l'instar de pays comme la Russie, la Turquie, ou la Chine, ce qui laisserait la place à une potentielle forme d'autoritarisme.

## Histoire
Par le traité de Trianon qui officialisa en 1920 la dislocation de la Hongrie austro-hongroise, la Hongrie perdit des territoires au profit de tous ses voisins sans exception, et sa superficie diminua  de deux tiers, passant de 325 411 km2 en novembre 1918 à 93 028 km2 à la signature du traité. Le pays perdit aussi son accès à la mer en Croatie, rattachée au royaume des Serbes, Croates et Slovènes. Elle perd, de plus, la totalité de ses mines d'or, d'argent, de mercure, de cuivre et de sel, cinq de ses dix villes les plus peuplées et entre 55 % et 65 % des forêts, ainsi que des voies ferrés, usines, canaux, institutions bancaires et terres cultivables.
L'Économie hongroise de l'entre-deux-guerres était dès lors majoritairement tournée vers l'agriculture, et fut frappée de plein fouet par l'effondrement des prix mondiaux du blé lors de la Grande Dépression   en 1929.
La Seconde Guerre mondiale ayant détruit les quelques sites industriels situés sur le territoire, le pays est, en 1948, à reconstruire. Le gouvernement communiste alors privilégie nettement l'industrialisation lourde, au détriment d'une industrie légère et de biens de consommation.
D'après le philosophe Gáspár Miklós Tamás : « ce pouvoir offrait une sécurité sociale efficace, le plein-emploi, une meilleure politique de santé publique, des loisirs bon marché ou gratuits, de meilleures conditions de vie matérielles. Tout cela, certes, au prix de l’hypocrisie, de la censure, de l’absence de choix offert au consommateur et du conformisme. Le régime était qualifié de « socialiste » ou de « communiste » ; il s’agissait en fait d’un État-providence conservateur sur les plans moral et culturel. Il a introduit dans une société rurale et archaïque les standards de vie modernes, de la plomberie à l’alphabétisation, sans oublier l’affranchissement des servitudes de l’ancien monde, en particulier la soumission à l’aristocratie. »

### Situation en 1989
En 1989, le salaire moyen mensuel est de 197 euros soit 1000 dollars (valeur 2005), et beaucoup de personnes occupent un deuxième emploi d'appoint, ce qui permet l'existence d'une économie parallèle florissante. L'inflation atteint 16 %. Mais 6,2 % des hongrois, surtout des personnes âgées résidant dans les villes, vivent en dessous du seuil de pauvreté.
Toujours en 1989, le pays compte des dizaines de milliers de petites entreprises dirigées par des petits entrepreneurs. Chaque hongrois a la possibilité de créer une firme de moins de 500 salariés, mais peut dépasser cette limite si un étranger est associé à l'affaire. De nombreuses personnes exercent librement des métiers artisanaux comme les garagistes, les plombiers, les peintres en bâtiment, les serveurs de cafés et de restaurants, les musiciens.
En mai 1989, le ministre du Commerce, Tamas Beck, a fait le tour des capitales de l'Europe de l'Ouest, avec en main le dossier de chacune des 52 principales entreprises du pays, en déclarant que toutes étaient à vendre, et que le pays avait besoin d'un montant d'investissements estimé à 5 milliards de dollars US (soit 6,2 milliards d'euros 2002). Cependant la dette du pays s'élève à 17,2 milliards de dollars US (soit 21,2 milliards d'euros 2002). Elle est la plus élevée des pays de l'Est et son service est équivalent à la moitié des exportations du pays. Entre janvier 1988 et juin 1989, le gouvernement fait fermer un certain nombre d'entreprises, mettant au chômage 20 000 personnes, dont 3 000 seulement furent en partie indemnisés. Interrogés sur le sort misérable de ces chômeurs; les représentants de l'État avaient cyniquement répondu qu'ils devaient s'adresser aux organisations confessionnelles. Or celles-ci sont pauvres et n'ont aucun moyen financier leur permettant de les aider[réf. nécessaire].

### Transition
En 1990, un gouvernement non communiste est formé, le pays est alors dans une rapide période de transition en vue de décollectiviser et internationaliser son économie. Mais jusqu'en 1993, la Hongrie est en forte récession, et perd près de 20 % de la valeur de son PIB de 1989. Près de la moitié des emplois disparaissent dans la première moitié des années 1990.
Le pays à partir de 1994, se caractérise par une très forte implication des investissements étrangers notamment dans le secteur de la finance. Le pays s'ouvre ainsi au tourisme, qui devient une composante importante de l'économie. La politique économique menée est durant les années 1990, caractérisée par la rigueur afin de lutter contre l'inflation notamment via un gel des dépenses publiques, des salaires et des importations. Durant cette période, l'inflation a fortement diminué passant de 14 % en 1998 à 4,7 % en 2003. Dans les années 2000, la Hongrie apparait comme l'un des pays les plus avancés économiquement dans leur transition parmi les pays de l'ancien Bloc de l'Est. La Hongrie intègre l'Union européenne, le 1er mai 2004, en même temps que 9 autres pays.